# 봉쇄경제와 개방경제의 비교
다음은 봉쇄경제와 개방경제에 관한 설명이다.
우리가 오늘날 영위하고 있는 경제생활은 상품에 대한 수요와 공급이 모두 시장을 매개로 하여 실현되고 있는 유통경제이다. 그러나 유통경제라 할지라도 국가적인 관점에서 바람직하지 못할 경우에는 수요와 공급에 대하여 양적인 제한을 가하거나 관세를 부과하여 시장이 유통에 제한을 가하는 경우도 있다.
봉쇄경제란 그와 같이 시장제한이 엄격하고 상품의 거래가 자유롭지 못한 경제를 말한다. 이에 대하여 개방경제에서는 여러 나라 및 국내 생산자와의 거래가 자유롭게 행하여진다. 일반적으로 개방경제란 자유로운 외국무역 체제하에 있는 경제를 의미한다. 그러나 각각의 경제체제에서 거래·교환기능을 이해하기 위해서는 일반 시장경제 속에서 각기 그 특질을 정확하게 파악할 필요가 있다. 시장 형태로 본 각 경제의 특질은 다음과 같다. 즉 개방경제의 특색은 각 개인 또는 시장에 비례하여 다수자의 집단이 공급자 또는 수요자로서 시장에 참가하는 것이 인정되고, 각자가 정당하다고 생각하는 수량만큼 공급 또는 수요가 가능하다. 각자에 있어서 직업의 선택은 자유이며 소비의 선택도 또한 각자의 의사에 맡기고 있다. 한 기업에서 행하여지는 투자도 기업가의 계획에 입각하여 실현되고 새로이 기업을 설립하고자 하는 자는 법률 또는 기타의 수단으로써도 금지되는 일이 없다. 상품의 판매량과 구입량은 각각의 생산자와 소비자의 계획에 따라서 결정된다. 재화 및 노동에 대한 공급과 수요가 위에서 말한 바와 같이 개방적인 경우에 반하여 이들 수요와 공급이 법률적 명령, 관습법 또는 세론(世論)에 의해서 제한, 금지되는 경제가 봉쇄경제이다.  전술한 설명에서 봉쇄경제는 마치 독점적 경제이고 개방경제는 자유경쟁적 경제인 듯한 인상을 받을는지 모르겠으나 그것은 잘못이다. 봉쇄경제에서도 경쟁이 있고, 개방경제에서도 독점은 가능하다. 어떤 농가가 소맥을 생산하였는데 지금 그 소맥의 가격이 등귀하였다고 하자. 이러한 경우에 개방경제에서는 소맥의 경작 면적을 확장하여 생산력을 증가할 수가 있다. 봉쇄경제에서는 경작지는 각자에게 엄격히 할당되어 있지만, 각자는 시장에서 성립하는 가격을 여건으로서 취급하는 한에는 경쟁이 지배하고 있다. 그러나 이 때에 각 농가에서 가능한 한 범위는 경우 농토의 집약적 이용에 불과하다. 즉 여기에서 행하여지는 경쟁은 봉쇄적 경쟁이다. 그러므로 개방경제와 봉쇄경제는 독점 또는 경쟁에 따라 구별되는 것이 아니고 국가적 혹은 지방적 경제정책에 의하여 시장이 제한되느냐의 여부로서 판단해야 한다.